# Malcolm Lowry
Malcolm Lowry, född 28 juli 1909 i New Brighton nära Wallasey, Merseyside, död 26 juni 1957 i Ripe, East Sussex, var en brittisk författare. Han är mest känd för romanen Under vulkanen från 1947, som av Modern Library 1998 utsågs till 1900-talets elfte bästa engelskspråkiga roman.